# Oliverio Russell
Oliverio Russell (Oliver) fue un marino de origen escocés que tuvo una fundamental intervención en el ataque inglés a Buenos Aires en 1806 y una destacada participación en la Campaña Naval de 1814 de la armada de las Provincias Unidas del Río de la Plata.

## Biografía
Nacido en Escocia, se radicó en Buenos Aires alrededor del año 1790, donde fue habilitado como práctico del Río de la Plata, oficio que desempeñó en los mercantes fluviales por varios años. Ya asentado utilizó sus recursos para aprovechar la firma en Londres del tratado preliminar de paz entre España e Inglaterra del 1 de octubre de 1801 fletando un buque propio. Así, partió de la Ciudad del Cabo al mando del bergantín Catharina rumbo a Buenos Aires, arribando el 6 de marzo de 1802.
No obstante, en el puerto de Buenos Aires el buque y su carga fueron embargados y subastados. Ante el reclamo en el que fue acompañado por su gobierno, Russell quedó en la ciudad a la espera de la resolución de la causa, continuando mientras tanto con su oficio como práctico real.

### Invasiones Inglesas (1806)
El 9 de junio de 1806 piloteando una goleta de bandera portuguesa fue capturado cerca del Cabo Santa María por la fragata inglesa HMS Narcissus, que integraba la escuadra del comodoro Sir Home Popham.
El cronista Gillespie menciona que "tenía a su bordo al hijo del gobernador de Trujillo, encargado de despachos para la vieja España. Había además a bordo un escocés llamado Russel, quien se ocultó y fingió no comprender nuestro idioma; pero después de un prolijo examen, confesó ser súbdito naturalizado de Buenos Aires, después de una residencia de 15 años, que desempeñaba el puesto de práctico real en el Plata, que la verdadera nacionalidad del buque era española y su destino Río de Janeiro, de donde aquel agente diplomático iba a seguir de incógnito para Europa".
Al ser interrogado, Russell proporcionó información respecto de las defensas de la ciudad y confirmando el arribo de los fondos pendientes de su envío a España, de los que Popham ya tenía noticia y que habían motivado en buena medida la expedición, lo cual decidió la preeminencia de Buenos Aires como blanco frente a Montevideo:"La noticia, dada por Mr. Russel, fue que una gran suma de dinero había llegado a Buenos Aires desde el interior del país para ser embarcada con rumbo a España en la primera oportunidad, que la ciudad estaba protegida solamente por un poco tropa de línea, cinco compañías de indisciplinados blandengues, canalla popular, y que la festividad del Corpus Christi, que se aproximaba y atraía la atención de todos, terminando en una escena de borrachera general y tumulto, sería la crisis más favorable para un ataque contra la ciudad".
Russell fue entonces obligado a servir de práctico. Los británicos consideraron que "La adquisición de este hombre tan a tiempo parecía de buen augurio" aunque "su entendimiento no era efectivo siempre que tuviese acceso a una botella. Se le permitía, no obstante, una tolerancia fuera de la ordinaria y mediante una vigilancia de sus movimientos durante el día así como de su almohada por la noche, fue apartado del exceso después de conocerse su inclinación".

### Prisión y miseria (1807-1813)
Tras la reconquista lograda el 12 de agosto de 1806, Russell fue encarcelado e internado en el interior del país. En 1808 la invasión napoleónica de España y la consiguiente guerra de liberación convirtió a ambas naciones en aliadas por lo que Russell fue liberado.
En 1811 se trasladó a Inglaterra para reclamar el pago de los servicios brindados en la invasión, pero al no serle reconocidos retornó a América. 
Gillespie recordaría que "los servicios de este hombre fueron pobremente recompensado por nosotros cuando en 1811 entendí que había ido a Inglaterra buscando justicia; pero, después de varias visitas ineficaces, a alguien que debió haberle apoyado, y después de gastar en abogado para defender su causa, tuvo de nuevo que abandonar su país sin ninguna remuneración. Su fidelidad para nosotros se comprobó después, pues fue encarcelado por los españoles cuando la reconquista de la ciudad y enviado en cadenas al interior del país en donde no fue soltado hasta ajustarse la paz con aquella península".
En 1813 desde Valparaíso solicitó al comerciante Guillermo Pío White solicitándole desesperadamente auxilio y éste, quien había sido comisionado por el gobierno de las Provincias Unidas del Río de la Plata para levantar una escuadra, obtuvo su alta en el servicio de la marina revolucionaria con el grado de sargento mayor.
En carta datada en Valparaíso el 1 de julio de 1813 explica a White como llegó a esa situación:"He sabido con placer por el Sr.Mauro que salió de Buenos Aires en el mes de marzo que ustedes han vencido las dificultades que soportaban a causa de la severidad del gobierno español hacia la fecha en que salí yo de ella. Presumo que habrá llegado a su noticia la captura del buque de 3 palos Hunter por el corsario Vulture, y de su condena en Lima. Esa vieja voluble, la desgracia, me frunce el ceño, y una vez ás me ha arrastrado hasta el nivel más bajo, si posible fuere, peor que en el asunto de la Catalina, habiendo sacrificado hasta el último centavo que tenía a bordo, que es cuanto poseía en el mundo. La tripulación del corsario, o los piratas hablando con más propiedad, me robaron la mayor parte de mi ropa de vestir y el poco dinero que tenía para mi uso particular. He quedado destituido de medios para sufragar mi pasaje a cualquier parte, pero afortunadamente tengo un amigo en Santiago que me facilitará por tierra hasta Buenos Aires, así que el tiempo lo permita por la Cordillera"

### Campaña Naval de 1814
En 1814 fue nombrado segundo al mando de la corbeta Céfiro comandada por el sargento mayor Elías Smith, que al poco tiempo (21 de febrero) pasó a comandar la Fragata Hércules, por lo que Russel se hizo cargo brevemente del mando hasta el 22 de febrero de 1814 en que lo transfirió al sargento mayor Santiago King.
Russel fue designado seguidamente comandante de la corbeta Belfast y tras la muerte del teniente coronel Benjamin Franklin Seaver en la primera jornada del combate de Martín García, fue designado segundo al mando de la escuadra.
En abril de 1814 tuvo serios inconvenientes con el sargento mayor Richard Leech, comandante del bergantín Nancy por considerar que Leech debía comunicarle todas sus órdenes, incluso la que sirvió de disparador, el envío de un bote a tierra. Poco después, en nota a Guillermo Pío White le comunicaba que "no considerándome ya el capitán Russell bajo sus órdenes ni obligado a responder a sus señales, tengo necesidad de informar sobre ello al comandante Brown para que nombre otro capitán. Russell no me considera hoy como capitán bajo su mando pues manifestó que yo estaba a bordo del bergantín como segundo y nada más". La renuncia no se hizo efectiva y Leech fue confirmado como capitán del Nancy.
Al mando del Belfast y en sus funciones de segundo de Guillermo Brown se sumó al bloqueo de Montevideo y participó del Combate naval del Buceo donde tuvo una destacada actuación en la jornada del 17 de mayo capturó la corbeta Neptuno, que al mando del comandante Antonio Miranda era insignia del segundo jefe de la escuadra, el capitán de fragata José de Posadas. Su participación le valió una mención en el parte de la batalla de Guillermo Brown:"Me permito recomendar a S.E. el Director Supremo al comandante de la Belfast Oliverio Russel, cuya conducta meritoria contribuyó en gran medida a nuestra reciente victoria naval."
Producida la rendición de Montevideo, el 28 de junio de ese año obtuvo el grado de teniente coronel.
Junto con John Handel y Ángel Hubac entre otros altos oficiales efectuó reclamos acompañado por Brown por los haberes adeudados en la campaña.
El 23 de diciembre de 1814 al frente de una expedición de Buenos Aires recuperó sin encontrar resistencia la ahora aislada Carmen de Patagones, en manos realistas desde la sublevación del 21 de abril de 1812.

### Cabo de Hornos (1815)
En 1815 fue puesto al mando de la goleta Constitución adquirida por los patriotas chilenos refugiados en Buenos Aires a los fines de sumarse al corso en el Pacífico.
Pese a haber recibido patente de corso del gobierno de las Provincias Unidas del Río de la Plata, el que proveía el armamento y sus instrucciones, la Constitución enarboló durante su campaña una bandera negra en señal de "guerra a muerte". Zarpó de Buenos Aires a fines de octubre de 1815 junto a la Halcón
y tras una breve estadía en Montevideo (fueron cañoneadas desde su fuerte, en razón del conflicto entre Buenos Aires y el caudillo Gervasio Artigas), el 29 de octubre zarpó junto a la Halcón rumbo al sur con el objetivo de incorporarse a la escuadrilla corsaria de Brown compuesta de la fragata Hércules y la sumaca Trinidad.
Tras un viaje sin contratiempos por el Atlántico Sur, al doblar el cabo de Hornos se vieron envueltos en un fuerte temporal. La Constitución, de lento andar y transportando una excesiva carga (especialmente en artillería y munición), no pudo superar el Cabo y naufragó, pereciendo Russell y todos sus tripulantes.
Una calle de la ciudad de Buenos Aires lleva su nombre.